# Alberto Martínez (nuotatore)
Alberto Martínez Murcia (27 giugno 1998) è un nuotatore spagnolo, specializzato nel nuoto di fondo.

## Biografia
Agli europei di Glasgow 2018, si è classificato 10º nella 10 km e 11º nella 25 km.
Ha esordito nelle rassegne iridate ai mondiali di Gwangju 2019, gareggiando nella 10 km e nella 25 km, raccogliendo rispettivamente l'8º e 7º posto.
Agli europei di Budapest 2020, disputati presso il Lago Lupa a Budakalász nel maggio 2021, a causa dell'emergenza sanitaria determinata dalla pandemia di COVID-19, ha guadagnato il 10º posto nella 10 km.
Ha rappresentato la Spagna ai Giochi olimpici estivi di Tokyo 2020, dove ha ottenuto il 18º posto nella 10 km.
È stato convocato ai mondiali di Budapest 2022, in cui si è piazzato 14º nella 10 km, 10º nella 25 km ed è stato squalificato nella 6 km a squadre, con María de Valdés, Ángela Martínez e Carlos Garach.